# Siergiej Afanasjew (kierowca wyścigowy)
Siergiej Andriejewicz Afanasjew (ros. Серге́й Андре́евич Афана́сьев, ur. 25 marca 1988 w Moskwie) – rosyjski kierowca wyścigowy.

## Kariera

### Początki
Afanasjew rozpoczął karierę w wyścigach samochodowych w 2003 roku, od startów w Formule RUS. Z dorobkiem 39 punktów uplasował się na 4 miejscu w klasyfikacji generalnej. Rok później w tej samej serii nie miał już sobie równych. Uzbierane 63 punkty pozwoliły mu zdobyć tytuł mistrzowski.

### Formuła Renault 2.0
W 2005 roku Rosjanin rozpoczął starty w seriach organizowanych w ramach World Series by Renault. W pierwszym sezonie pojawił się na starcie w Niemieckiej Formule Renault oraz w Europejskim Pucharze Formuły Renault 2.0. W żadnej z tych serii nie stawał na podium. Gdy w edycji europejskiej był 24, w Niemczech 155 punktów dało mu 10 lokatę. Rok później przeniósł się do Północnoeuropejskiego Pucharu Formuły Renault 2.0 oraz do Szwajcarskiej Formuły Renault. W północnoeuropejskim pucharze zwyciężał raz i dwukrotnie stawał na podium. Dało mu to dobre ósme miejsce. Jednak w edycji szwajcarskiej zwyciężał aż sześciokrotnie, a dziewięciokrotnie stawał na podium. Uzbierane 230 punktów pozwoliło mu zdobyć tytuł wicemistrzowski.

### Formuła 3 Euro Series
W 2007 roku Siergiej pojawił się na starcie Formuły 3 Euroseries. Przejechał tam aż 18 wyścigów, lecz ani razu nie zdołał zdobyć punktów. 

### Formuła Renault 3.5
W sezonie 2008 Afanasjew rozpoczął starty w prestiżowej Formule Renault 3.5. Przejechał tam łącznie sześć wyścigów w bolidzie belgijskiej ekipy KTR. Nigdy jednak nie zdobył punktów i był 34 w klasyfikacji końcowej.

### Międzynarodowa Formuła Master
Prócz Formuły Renault 3.5 Rosjanin startował jeszcze w sezonie 2008 w Międzynarodowej Formule Master (ang. International Formula Master). W pierwszym sezonie startów odniósł tam jedno zwycięstwo i był ósmy w klasyfikacji generalnej. Rok później włączył się już do walki o mistrzowski tytuł. Choć znów wygrał tylko jeden wyścig, to aż dziewięciokrotnie stawał na podium. Dało mu to jednak ostatecznie tylko drugie miejsce.

### Formuła 2
W Formule 2 Siergiej pojawił się w 2010 roku. Nie zdołał tam wygrać żadnego wyścigu, jednak czterokrotnie stawał na podium. Uzbierane 157 punktów pozwoliło mu stanąć na najniższym stopniu podium klasyfikacji końcowej kierowców.

### Auto GP
W Auto GP w sezonie 2011 przejechał 18 wyścigów z ekipą DAMS. W ciągu tych wyścigów czterokrotnie stawał na podium, a trzykrotnie na jego najwyższym stopniu. Z dorobkiem 117 punktów uplasował się na trzeciej pozycji w klasyfikacji generalnej.

## Statystyki
| Sezon | Seria                                         | Zespół                          | Wyścigi | Zwycięstwa | PP | NO | Podium | Punkty | Pozycja |
| ----- | --------------------------------------------- | ------------------------------- | ------- | ---------- | -- | -- | ------ | ------ | ------- |
| 2003  | Formuła RUS                                   | Lukoil-Serebryaniy dojd'-Junior | 14      | 0          | 1  | 1  | 5      | 39     | 4       |
| 2004  | Formuła RUS                                   | Lukoil Racing Team Junior       | 14      | 10         | 11 | 12 | 14     | 63     | 1       |
| 2004  | Formuła Renault Monza                         | BVM Minardi Junior Team         | 8       | 0          | 0  | 0  | 0      | 32     | 13      |
| 2005  | Niemiecka Formuła Renault                     | Lukoil Racing Team              | 16      | 0          | 0  | 0  | 0      | 155    | 10      |
| 2005  | Europejski Puchar Formuły Renault 2.0         | Lukoil Racing Team              | 13      | 0          | 0  | 0  | 0      | 0      | 24      |
| 2005  | Formuła RUS                                   | Lukoil Racing Team-Formula Rus  | 1       | 1          | 1  | 1  | 1      | 22     | 16      |
| 2006  | Północnoeuropejski Puchar Formuły Renault 2.0 | Lukoil Racing                   | 14      | 1          | 2  | 1  | 2      | 167    | 8       |
| 2006  | Szwajcarska Formuła Renault                   | Lukoil Racing                   | 10      | 6          | 8  | 8  | 9      | 230    | 2       |
| 2006  | Formuła RUS                                   | Formula Rus                     | 2       | 2          | 2  | 1  | 2      | 43     | 10      |
| 2007  | Formuła 3 Euro Series                         | HBR Motorsport                  | 18      | 0          | 0  | 0  | 0      | 0      | 21      |
| 2007  | Masters of Formula 3                          | HBR Motorsport                  | 1       | 0          | 0  | 0  | 0      | N/A    | NS      |
| 2008  | Międzynarodowa Formuła Master                 | JD Motorsport                   | 16      | 1          | 1  | 0  | 2      | 28     | 8       |
| 2008  | Formuła Renault 3.5                           | KTR                             | 6       | 0          | 0  | 0  | 0      | 0      | 34      |
| 2009  | Międzynarodowa Formuła Master                 | JD Motorsport                   | 16      | 1          | 0  | 1  | 9      | 68     | 2       |
| 2010  | Formuła 2                                     | Lukoil                          | 18      | 0          | 1  | 1  | 4      | 157    | 3       |
| 2011  | Auto GP                                       | DAMS                            | 12      | 1          | 3  | 1  | 4      | 117    | 3       |
| 2012  | FIA GT1 World Championship                    | Valmon Racing Team Russia       | 6       | 0          | 0  | 0  | 0      | 0      | 31      |
| 2012  | ADAC GT Masters                               | Team rhino's Leipert Motorsport | 2       | 0          | 0  | 0  | 0      | 0      | NS      |
| 2012  | FIA GT3 European Championship                 | rhinos Leipert Motorsport       | 2       | 0          | 0  | 0  | 0      | 12     | 16      |
| 2012  | City Challenge Baku - Sprint races            |                                 | 1       | 0          | 0  | 0  | 0      | 0      | NS      |
| 2012  | City Challenge Baku GT                        | HEICO Motorsport                | 1       | 0          | 0  | 0  | 0      | N/A    | 4       |
| 2013  | ADAC GT Masters                               | Polarweiss Racing               | 14      | 0          | 0  | 0  | 1      | 75     | 14      |
| 2013  | FIA GT Series - Pro-Am                        | HTP Gravity Charouz             | 12      | 7          | 2  | 2  | 8      | 136    | 1       |
| 2013  | Blancpain Endurance Series - GT3 Pro-Am Cup   | Black Falcon                    | 1       | 0          | 0  | 0  | 0      | 0      | NS      |
| 2013  | Dunlop 24H Dubai - A6-Pro                     | Team Abu Dhabi by Black Falcon  | 1       | 0          | 0  | 0  | 0      | N/A    | 4       |

## Wyniki w Formule Renault 3.5
| Legenda oznaczeń w tabelach wyników Wyświetl szablon na nowej stronie | Legenda oznaczeń w tabelach wyników Wyświetl szablon na nowej stronie                                                                     |
| Oznaczenie                                                            | Wyjaśnienie |
| --------------------------------------------------------------------- | --- |
| Złoty                                                                 | Zwycięzca lub mistrzostwo |
| Srebrny                                                               | 2. miejsce lub wicemistrzostwo |
| Brązowy                                                               | 3. miejsce lub II wicemistrzostwo |
| Zielony                                                               | Ukończył, punktował (w klasyfikacji generalnej, gdy zdobył co najmniej jeden punkt na przestrzeni sezonu, poza trzema powyższymi opcjami) |
| Niebieski                                                             | Ukończył, nie punktował (w klasyfikacji generalnej, gdy nie zdobył co najmniej jednego punktu na przestrzeni sezonu)                      |
| Czerwony                                                              | Nie zakwalifikował się (NZ) |
| Czerwony                                                              | Nie prekwalifikował się (NPK) |
| Różowy                                                                | Nie ukończył (NU) |
| Różowy                                                                | Niesklasyfikowany (NS) (w klasyfikacji generalnej, gdy nie został sklasyfikowany w żadnym wyścigu sezonu)                                 |
| Czarny                                                                | Zdyskwalifikowany (DK) |
| Czarny                                                                | Wykluczony (WYK/EX) |
| Biały                                                                 | Nie wystartował (NW) |
| Biały                                                                 | Kontuzjowany (K/INJ) |
| Biały                                                                 | Wyścig odwołany (OD/C) |
| Bez koloru                                                            | Został wycofany (WYC/WD) |
| Bez koloru                                                            | Nie przybył (NP/DNA) |
| Bez koloru                                                            | Nie brał udziału w treningach (NT/DNP) |
| Bez koloru                                                            | Nie został zgłoszony (–) |
| Pogrubienie                                                           | Start z pole position |
| Kursywa                                                               | Najszybsze okrążenie wyścigu |
| †                                                                     | Nie ukończył, ale jego rezultat został zaliczony ze względu na przejechanie więcej niż 90% dystansu wyścigu.                              |
| *                                                                     | Sezon w trakcie |
| 1/2/3                                                                 | Punktowana pozycja w sprincie kwalifikacyjnym                                                                                             |
| Lista systemów punktacji Formuły 1                                    | |

| Rok  | Zespół | Wyniki w poszczególnych eliminacjach | Wyniki w poszczególnych eliminacjach | Wyniki w poszczególnych eliminacjach | Wyniki w poszczególnych eliminacjach | Wyniki w poszczególnych eliminacjach | Wyniki w poszczególnych eliminacjach | Wyniki w poszczególnych eliminacjach | Wyniki w poszczególnych eliminacjach | Wyniki w poszczególnych eliminacjach | Wyniki w poszczególnych eliminacjach | Wyniki w poszczególnych eliminacjach | Wyniki w poszczególnych eliminacjach | Wyniki w poszczególnych eliminacjach | Wyniki w poszczególnych eliminacjach | Wyniki w poszczególnych eliminacjach | Wyniki w poszczególnych eliminacjach | Wyniki w poszczególnych eliminacjach | Punkty | Pozycja |
| ---- | ------ | ------------------------------------ | ------------------------------------ | ------------------------------------ | ------------------------------------ | ------------------------------------ | ------------------------------------ | ------------------------------------ | ------------------------------------ | ------------------------------------ | ------------------------------------ | ------------------------------------ | ------------------------------------ | ------------------------------------ | ------------------------------------ | ------------------------------------ | ------------------------------------ | ------------------------------------ | ------ | ------- |
| 2008 | KTR    | ITA                                  | ITA                                  | BEL                                  | BEL                                  | MON                                  | GBR                                  | GBR                                  | HUN                                  | HUN                                  | DEU                                  | DEU                                  | FRA                                  | FRA                                  | PRT                                  | PRT                                  | ESP                                  | ESP                                  | 0      | 34      |
| 2008 | KTR    | -                                    | -                                    | -                                    | -                                    | -                                    | -                                    | -                                    | -                                    | -                                    | -                                    | -                                    | 17                                   | 23                                   | 19                                   | 19                                   | NU                                   | NU                                   | 0      | 34      |